# 81e Legerkorps (Wehrmacht)
Het Duitse 81e Legerkorps (Duits: Generalkommando LXXXI. Armeekorps) was een Duits legerkorps van de Wehrmacht tijdens de Tweede Wereldoorlog. Het korps werd eerst ingezet in Frankrijk als bezettingsmacht/kustverdediging en later in actie aan het Westfront

## Krijgsgeschiedenis

### Oprichting
Het 81e Legerkorps werd opgericht op 27 mei 1942 in Frankrijk door omdopen van het Höheres Kommando z.b.V. XXXII.

### Inzet

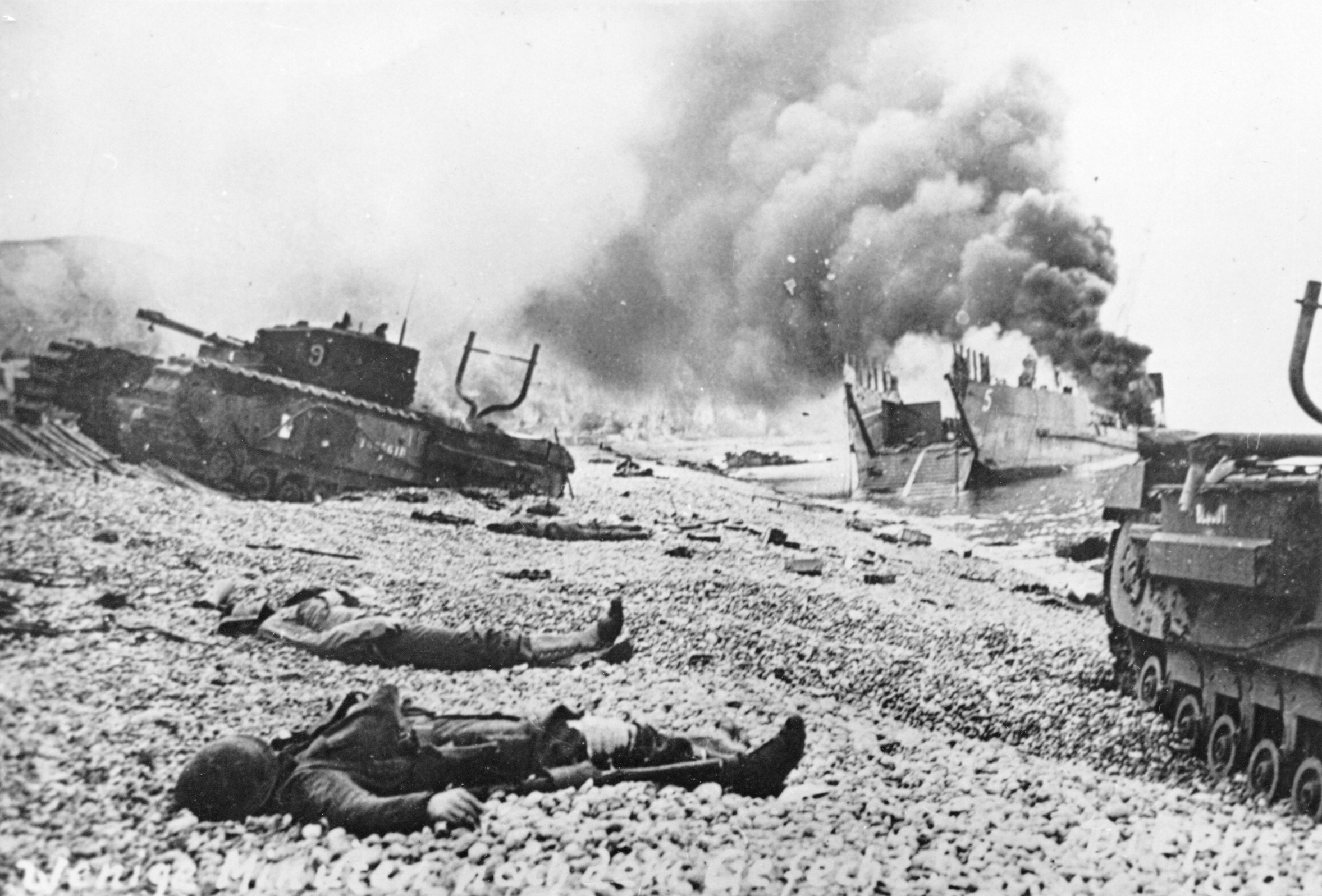
Canadese gesneuvelden en uitgeschakelde Churchill tanks op het strand bij Dieppe

Op 27 mei 1942 bestond het korps uit drie kustverdedigingsdivisies en bewaakte de Franse kust (Atlantikwall) van de monding van de Somme tot Cabourg: de 302e Infanteriedivisie in de noordelijke sector, de 332e Infanteriedivisie in de centrale sector en de 711e Infanteriedivisie in het zuiden (inclusief Le Havre). In het achterland bevond zich nog de 10e Pantserdivisie, maar die kwam al op 4 juni direct onder bevel van het 15e Leger. Het hoofdkwartier bevond zich in Canteleu bij Rouen. Op 19 augustus 1942 kreeg het korps te maken met de geallieerde aanval op Dieppe. De verdediging was in handen van het Infanterie-Regiment 571 van de 302e Infanteriedivisie, met rond 1500 soldaten. Deze aanval van voornamelijk Canadese eenheden werd al in een paar uur afgeslagen. De 10e Pantserdivisie werd gealarmeerd, maar hoefde niet in actie te komen.
De volgende bijna twee jaar bleef het korps op zijn post. Divisies werden regelmatig uitgewisseld, o.a. door de behoeften van het Oostfront. Op 6 juni 1944, bij de geallieerde invasie in Normandië (Operatie Overlord), had het korps 3 divisies aan de kust staan: de 245e en 711e Infanteriedivisies en de 17e Luftwaffenfelddivisie. Gedurende de gehele slag in Normandië bleef het korps op zijn plaats. Alleen de 711e Infanteriedivisie werd vanaf het begin bij de gevechten betrokken, aan de oostkant (Britse kant) van het bruggenhoofd. Toen in augustus de algehele terugtocht in gang gezet werd, verliet ook het korps zijn posities en trok terug, richting de Belgische grens, die op 1 september werd overschreden bij Valenciennes, vervolgens via Brussel naar Leuven. Op 4 september was het hoofdkwartier gevestigd in Kortessem, zuidelijk van Hasselt. Het korps had op dat moment ter beschikking verschillende “Kampfgruppen” van de resten van verscheidene divisies en over de 353e Infanteriedivisie. Die dag kreeg het korps versterking van de (net gevormde) Panzerbrigade 105. Langzaam nam het tempo van de terugtocht af. Op 6 september verhuisde het hoofdkwartier naar Argenteau (aan de Maas, tussen Luik en Maastricht). Gedurende de nacht van 7 op 8 september trokken alle troepen van het korps zich terug op de oostelijke Maas-oever. In de week die volgde duwden de Amerikaanse troepen het korps langzaam verder terug. Zuid-Limburg moest stap voor stap opgegeven worden en het US 7e Legerkorps rukte intussen zuidelijk van Aken op en vandaar richting het noordoosten. Aken, verdedigd door de 116e Pantserdivisie, werd langzaam omsingeld. Een aanval van de verse 12e Volksgrenadierdivisie in de zogenaamde Stolberg-corridor stopte deze Amerikaanse opmars, maar ten koste van zware Duitse verliezen. Ook het uit het westen en noorden aanvallende US 19e Legerkorps kwam tegen zware weerstand steeds langzamer vooruit. Eind september hadden de twee Amerikaanse korpsen een halve maan vormige cirkel om de stad getrokken. Voornamelijk bevoorradingproblemen zorgden nu voor een pauze in de strijd. Voor de verdediging van Aken beschikte het 81e Legerkorps over de 12e, 183e en 246e Volksgrenadierdivisies en de 49e Infanteriedivisie. De 246e Volksgrenadierdivisie zou de hoofdlast in Aken  moeten dragen. 

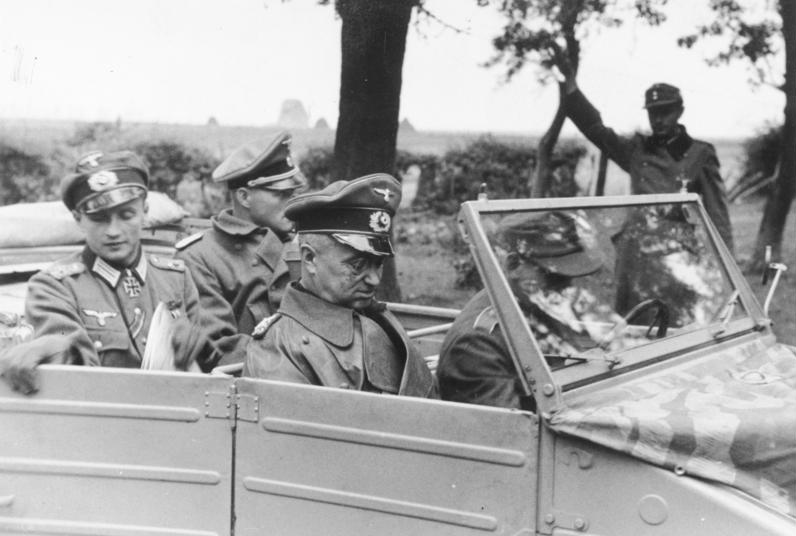
Veldmaarschalk Model bezoekt de 246e Volksgrenadierdivisie in Aken op 9 oktober 1944

Vanaf 2 oktober vielen de Amerikanen weer aan, omsingelden Aken volledig en rukten langzaam en methodisch de stad binnen. Tegenaanvallen van de 116e Pantserdivisie en de 3e Pantsergrenadierdivisie waren niet succesvol. Op 21 oktober capituleerde de stad. Intussen op 17 oktober 1944 nam het 12e SS-Korps het noordelijk deel van de frontsector over van het 81e Legerkorps. Vanaf 16 november tot 26 december werd het korps richting de Roer geduwd en vocht rond Stolberg, Eschweiler, Jülich en Düren. Vervolgens bleef deze frontlinie relatief rustig tot eind februari 1945. Het 9e US-Leger lanceerde op dat moment Operatie Grenade. Vanaf 22 februari rukten de Amerikanen op, en tegen 11 maart was het korps teruggedreven tot over de Rijn. Het laatste zetje werd gedaan tussen 1 en 7 maart door het 1e US-Leger aan de noordflank van diens Operatie Lumberjack. Het korps nam nu een frontdeel aan de Rijn op tussen Düsseldorf en Keulen. Nadat de geallieerden op 23 en 24 maart de Rijn overgestoken waren in Operatie Plunder, en al eerder bij Remagen een intacte brug veroverd werd, rukten vanuit beide bruggenhoofden de geallieerden op en omsingelden het Ruhrgebied. De Heeresgruppe B, met daarbij ook het 81e Legerkorps, was omsingeld vanaf 1 april in de zogenaamde Ruhrkessel. Het korps stond nog steeds aan de Rijn en hield daarmee de westelijke zijde van de perimeter bezet, met de 183e Volksgrenadierdivision, Panzerbrigade 106 “Feldherrnhalle” en Gruppe Würtz (476e Vervangingsdivisie en Kampfgruppe Scherzer). De Amerikaanse troepen drongen vervolgens snel de Ruhrkessel binnen. Op 13 april hield het korps eigenlijk op te bestaan.

### Einde
Het 81e Legerkorps hield op te bestaan op 13 april 1945 in het westelijk Ruhrgebied.

## Bovenliggende bevelslagen
| Leger          | Legergroep     | Plaats/regio            | Begin            | Eind             |
| -------------- | -------------- | ----------------------- | ---------------- | ---------------- |
| 15. Armee      | Heeresgruppe D | Noord-Frankrijk, Kanaal | 27 mei 1942      | mei 1944         |
| 15. Armee      | Heeresgruppe B | Noord-Frankrijk, Kanaal | mei 1944         | augustus 1944    |
| 5. Panzerarmee | Heeresgruppe B | Noord-Frankrijk, Kanaal | augustus 1944    | september 1944   |
| 7. Armee       | Heeresgruppe B | Aken                    | september 1944   | 22 oktober 1944  |
| 5. Panzerarmee | Heeresgruppe B | Roer                    | 23 oktober 1944  | 14 november 1944 |
| 15. Armee      | Heeresgruppe B | Roer, Ruhrkessel        | 15 november 1944 | 13 april 1945    |

## Commandanten

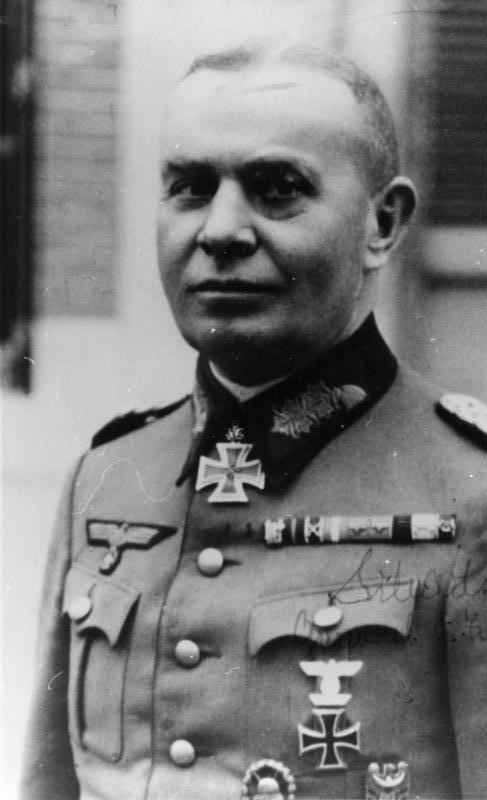
Generaal Friedrich-August Schack

| Rang                      | Naam                    | Begin             | Eind                   | Opmerking |
| ------------------------- | ----------------------- | ----------------- | ---------------------- | --- |
| General der Panzertruppen | Adolf Kuntzen           | Oprichting        | 4 september 1944       | |
| General der Infanterie    | Friedrich-August Schack | 4 september 1944  | 20 / 21 september 1944 | |
| General der Infanterie    | Friedrich Köchling      | 21 september 1944 | 10 maart 1945          | |
| Generalleutnant           | Ernst-Günther Baade     | 10 maart 1945     | 13 / 16 april 1945     | m.st.F.b. (mit der stellvertretende Führung beauftragt) (vrije vertaling: met het plaatsvervangend leiderschap belast) |

### Chef des Generalstabes[1]
| Rang         | Naam          | Begin           | Eind            | Opmerking |
| ------------ | ------------- | --------------- | --------------- | --------- |
| Generalmajor | Otto Zeltmann | Oprichting      | 1 februari 1944 |           |
| Oberst       | Rolf Wiese    | 1 februari 1944 | April 1945      |           |

### Eerste Generale Stafofficier (Ia)[1]
| Rang           | Naam              | Begin           | Eind            | Opmerking |
| -------------- | ----------------- | --------------- | --------------- | --------- |
| Major i.G.     | Viktor Kolbe      | Oprichting      | Januari 1943    |           |
| Hauptmann i.G. | Gustav Baum       | Januari 1943    | Juni 1943       |           |
| Major i.G.     | Heinrich Satorius | Juni 1943       | 1 februari 1944 |           |
| Major i.G.     | Heinz Schneider   | 1 februari 1944 | 30 oktober 1944 |           |
| Major i.G.     | Joachim Nowak     | 30 oktober 1944 | April 1945      |           |